# Aeroportul Port Graham
Aeroportul Port Graham (IATA: PGM, FAA LID: PGM) este un aeroport din Alaska, Statele Unite ale Americii ce deservește zona Port Graham⁠(d). Aeroportul a fost tranzitat în 2019 de 4.662 de pasageri. A fost numit după zona deservită.
Situat la o altitudine de 28 m, aeroportul dispune de 1 pistă.

## Infrastructură

### Piste
Aeroportul dispune de o singură pistă. Pista 12/30 are dimensiunile 1.975 picioare × 45 picioare. 